# Pelidnota zovii
Pelidnota zovii är en skalbaggsart som beskrevs av Soula 2010. Pelidnota zovii ingår i släktet Pelidnota och familjen Rutelidae. Inga underarter finns listade i Catalogue of Life.